# 朱之荣
朱之荣（ ？—1937年11月10日），男，辽宁人，少将军衔，在今上海市松江区得胜港（今松浦大桥附近）与日军激战中殉国。